# Laleh Osmany
Laleh Osmany, nascida em 1992, é uma ativista pelos direitos das mulheres do Afeganistão. Ela fundou a campanha #WhereIsMyName pela mídia social, opondo-se à tradição de os nomes das mulheres não serem usados publicamente no Afeganistão. Pelo seu trabalho, ela foi reconhecida pela BBC como uma das 100 mulheres mais influentes do mundo em 2020.

## Biografia
Osmany nasceu em 1992 no Afeganistão. Ela estudou Lei Islâmica na Universidade Herat. Em 2017, ela cofundou com Tahmineh Rashig a campanha #WhereIsMyName pela mídia social, em protesto contra o fato de que no Afeganistão as mulheres tradicionalmente não tinham o direito de usar o seu nome em público. Este costume significa que os nomes das mulheres não apareciam em documentos oficiais como certidões de nascimento ou de óbito, e nem mesmo em suas lápides.
Mary Akrami, presidente da Rede das Mulheres do Afeganistão, considerou a notícia da mudança na lei como “um passo positivo na direção de estabelecer a identidade das mulheres.” Fawzia Koofi, uma deputada afegã e ativista pelos direitos das mulheres, disse que a mudança “não era uma questão de direitos das mulheres – é um direito legal, um direito humano.” Outros apoiadores do trabalho de Osmany incluem o cantor e compositor Fahrad Darya, a cantora e compositora Aryana Sayeed e a deputada Maryam Sama.
Entretanto, a mudança na lei não foi bem-vinda por alguns, que a veem como desrespeitosa com os valores afegãos, ou uma ação tomada para agradar aos Estados Unidos. O Talibã, que em 2020 estava em entendimentos com o governo afegão visando o compartilhamento do poder, se opõe à inclusão dos nomes das mulheres nas carteiras de identidade. Além disso, Osmany recebeu ameaças de violência por causa do seu papel na campanha.
As contribuições de Osmany para os direitos das mulheres no Afeganistão foram reconhecidas quando ela foi indicada na lista da BBC das 100 mulheres mais influentes do mundo.